# Cratere Cannon
Cannon è un cratere lunare di 57,58 km situato nella parte nord-orientale della faccia visibile della Luna, ai margini della zona osservabile, nei pressi del bordo nordoccidentale del Mare Marginis ed a sud-sud-est del cratere Plutarch. Più lontano, in direzione est-nord-est, è visibile il cratere Hubble.
Cannon è una formazione assai erosa, con il pianoro interno rivestito di lava. Un piccolo cratere è sovrapposto al bordo settentrionale, formando quasi un ingrossamento del margine. Piccoli crateri sono presenti lungo il margine nordorientale e quello meridionale. L'interno è privo di strutture caratteristiche, a parte un paio di minuscoli crateri da impatto. L'albedo è simile a quella delle zone circostanti.
Il cratere è dedicato all'astronoma statunitense Annie Cannon. 

## Crateri correlati
Alcuni crateri minori situati in prossimità di Cannon sono convenzionalmente identificati, sulle mappe lunari, attraverso una lettera associata al nome.
| Cannon | Coordinate            | Diametro (in km) |
| ------ | --------------------- | ---------------- |
| B      | 17°32′24″N 80°03′00″E | 38,78            |
| E      | 19°16′12″N 78°59′24″E | 25,87            |